# Provincia di Melgar
La provincia di Melgar è una delle 13 province della regione di Puno nel Perù.

## Capoluogo e data di fondazione
Il capoluogo è Ayaviri.
È stata istituita il 25 ottobre 1901.
Sindaco (Alcalde): Bernardo Natividad Meza Alvarez(2007-2010)

## Superficie e popolazione
- 6446,85 km²
- 84 739 abitanti (nel 2005)

## Provincie confinanti
Confina a nord con la provincia di Carabaya, a sud con la provincia di Lampa, a est con la provincia di Azángaro e a ovest con la regione di Cusco.

## Geografia antropica

### Suddivisioni amministrative
È divisa in nove  distretti:
- Antauta
- Ayaviri
- Cupi
- Llalli
- Macari
- Nuñoa
- Orurillo
- Santa Rosa
- Umachiri